# Fabien Morat
Fabien Morat (geboren am 20. August 1981 in Perpignan, Département Pyrénées-Orientales) ist ein französischer Badmintonspieler und Meeresbiologe. Er startet im Parabadminton in der Startklasse SH6 im Einzel, Doppel und Mixed. Morat strebt die Teilnahme an den Sommer-Paralympics 2020 an. Beruflich beschäftigt er sich mit der Untersuchung von Otolithen und der Populationsbiologie von Knochenfischen.

## Sportliche Laufbahn
Fabien Morat begann erst 2007 mit dem Badminton, um eine neue Sportart auszuprobieren. Erst 2011 wurde die Ursache seiner Kleinwüchsigkeit identifiziert, so dass Morat an Wettkämpfen im Parabadminton startberechtigt wurde. Bei der Badminton-Weltmeisterschaft für Behinderte 2017 im südkoreanischen Ulsan gewann Morat mit seinem Doppelpartner Alexander Mekhdiev gegen das englische Duo Krysten Coombs und Jack Shephard Bronze. Im Mixed erreichte er mit Rebecca Bedford das Finale, wo sie Andrew Martin und Rachel Choong unterlagen. In Rodez unterlag Morat im Einzel-Halbfinale der Heim-Europameisterschaft Jack Shephard, dem späteren Titelgewinner. Im Doppel errang er mit Alexander Mekhdiev ebenfalls Bronze. Bei der Badminton-Weltmeisterschaft für Behinderte 2019 in Basel gewann Morat mit seinem Partner Andrew Martin Bronze im Doppel.
Morat studierte Meeresbiologie und promovierte 2011 an der südfranzösischen Universität des Mittelmeeres Aix-Marseille II mit einer Dissertation über die Analyse von Otolithen der Seezunge. Er ist Forschungsingenieur des Centre national de la recherche scientifique (CNRS) und arbeitet in Perpignan am Centre de Recherches Insulaires et Observatoire de l’Environnement (CRIOBE), einer Gemeinschaftseinrichtung von Universität Perpignan und CNRS. Seine Forschungen betreffen die Ohrensteine verschiedener Knochenfische und die durch ihre Analyse zu gewinnenden Erkenntnisse.

## Veröffentlichungen (Auswahl)
- Fabien Morat, Daniela Banaru, Bastien Mérigot, Ioannis E. Batjakas, Stéphane Betoulle, Matthias Vignon, Raymonde Lecomte-Finiger, Yves Letourneur: Relationships between fish length and otolith length for nine teleost fish species from the Mediterranean basin, Kerguelen Islands, and Pacific Ocean. In: Cybium. International Journal of Ichthyology. Band 32, Nr. 3, 2008, S. 265–269 (sfi-cybium.fr).
- Fabien Morat, Stéphane Betoulle, M. Robert, A. F. Thailly, S. Biagianti-Risbourg, Raymonde Lecomte-Finiger: What can otolith examination tell us about the level of perturbations of Salmonids from the Kerguelen Island? In: Ecology of Freshwater Fish. Band 17, Nr. 4, 2008, S. 617–627, doi:10.1111/j.1600-0633.2008.00313.x.
- Fabien Morat: Influence des apports rhodaniens sur les traits d’histoire de vie de la sole commune (Solea solea): apports de l’analyse structurale et minéralogique des otolithes. Thèse de doctorat. Universität des Mittelmeeres Aix-Marseille II, Marseille, Aix-en-Provence, Gap 2012 (französisch, sfi-cybium.fr).
- Fabien Morat, Yves Letourneur, David Nérini, Daniela Banaru, Ioannis E. Batjakas: Discrimination of red mullets populations (Teleosts, Mullidae) along multi-spatial and ontogenetic scales within the Mediterranean basin on the basis of otolith shape analysis. In: Aquatic Living Resources. Band 25, Nr. 1, 2012, S. 27–39, doi:10.1051/alr/2011151.
- Fabien Morat, Yves Letourneur, Jan Dierking, Christophe Pécheyran, Gilles Bareille, Dominique Blamart, Mireille Harmelin-Vivien: The Great Melting Pot. Common Sole Population Connectivity Assessed by Otolith and Water Fingerprints. In: PLOS ONE. Band 9, Nr. 1, 27. Januar 2014, 86585, doi:10.1371/journal.pone.0086585.
- Fabien Morat, Yves Letourneur, Dominique Blamart, Christophe Pécheyran, Audrey M. Darnaude, Mireille Harmelin-Vivien: Offshore-onshore linkages in the larval life history of Sole in the Gulf of Lions (NW-Mediterranean). In: Estuarine, Coastal and Shelf Science. Band 149, 2014, S. 194–202, doi:10.1016/j.ecss.2014.08.023.
- Fabien Morat, Christian Marschal, Jean-Marie Dominici, Mireille Harmelin-Vivien: A 31-year-old brown meagre female poached in the Scandola marine reserve in Corsica, France. In: Cybium. International Journal of Ichthyology. Band 41, Nr. 1, 2017, S. 79–80, doi:10.26028/cybium/2017-411-011.
- Fabien Morat, Pierre Gibert, Nathalie Reynaud, Baptiste Testi, Pierre Favriou, Virginie Raymond, Georges Carrel, Anthony Maire: Spatial distribution, total length frequencies and otolith morphometry as tools to analyse the effects of a flash flood on populations of roach (Rutilus rutilus). In: Ecology of Freshwater Fish. Band 27, Nr. 1, 2018, S. 421–432, doi:10.1111/eff.12357.
- Fabien Morat, Marine J. Briand, Christophe Pécheyran, Yves Letourneur: Differential uses of coral reef habitats by a poorly‐known cryptic fish predator. In: Journal of Fish Biology. Band 94, Nr. 1, 2019, S. 53–61, doi:10.1111/jfb.13853.